# مقاطعة غلادوين (ميشيغان)
مقاطعة غلادوين هي مقاطعة تقع في المنطقة شمال شرق الوسطى من شبه الجزيرة السفلى بولاية ميشيغان الأمريكية، بلغ عدد سكانها 25٬692 نسمة، بحسب تعداد عام 2010، عاصمتها غلادوين، تبلغ مساحتها 1٬338 كيلومتر مربع.

## الموقع
تشترك مقاطعة غلادوين في الحدود مع:
- مقاطعة أوجيماو (من جهة الشمال الشرقي)
- مقاطعة أريناك (من جهة الشرق)
- مقاطعة باي (من جهة الجنوب الشرقي)
- مقاطعة ميدلاند (من جهة الجنوب)
- مقاطعة كلير (من جهة الغرب)
- مقاطعة روسكومون (من جهة الشمال غربي)

## التقسيمات الإدارية
- غلادوين.